# 南京大学校史

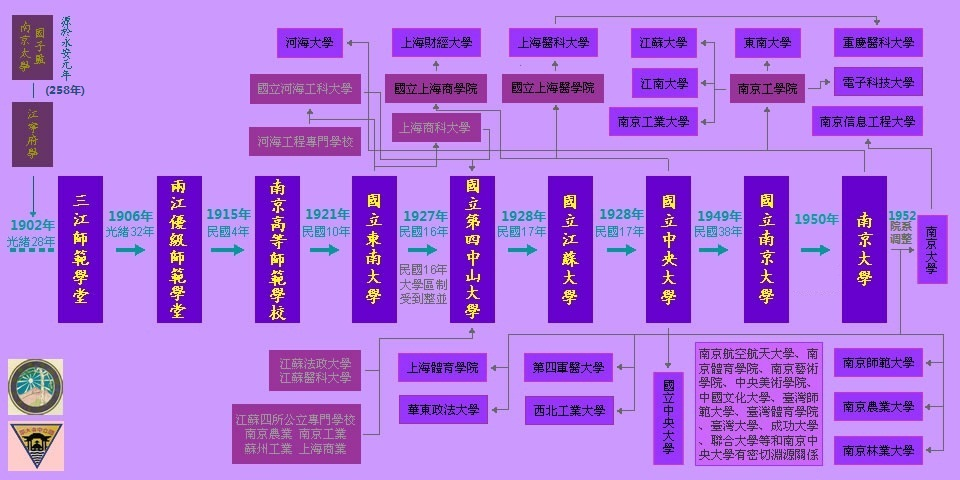

本条目介绍南京大学的历史。

## 概覽
南京大学的前身是国立中央大学和金陵大学。
1949年8月，国立中央大学更名國立南京大學，1950年10月径称南京大学。1952年院系調整，南京大學仅保留文理學院，并入金陵大學文理學院，调整为文理多科性大學。工科院系划出成立南京工学院，即现东南大学。1978年以來逐步恢復發展為新的綜合大學。

## 中华人民共和国时期
1949年8月，中華人民共和國成立前夕，國立中央大學更名國立南京大學（1962年中華民國在臺灣另行重建國立中央大學）。1950年10月，去「國立」二字，徑稱南京大學。校長周鴻經去職，梁希、潘菽先后擔任校務委員會主席、校長。
1952年7月進行的院系調整中，南京大學調整出工學、農學、師範等院係成立南京工學院、南京農學院、南京師範學院等院校以及組建有關院校相關係科
；保留文理學院，主要併入原私立金陵大學文理學院，遷至原金陵大學鼓樓校址，成為文理綜合性大學，原有四牌楼校区由南京工学院使用。
院系调整后，南京大学校名、校印不变，法人地位或校长均无调整，完整保留前身学校校印，保留历届所有院系毕业生、肄业生的学籍资料、档案、成绩单，学校档案部分在“文革”期间转存在中国第二历史档案馆，后移交南大。

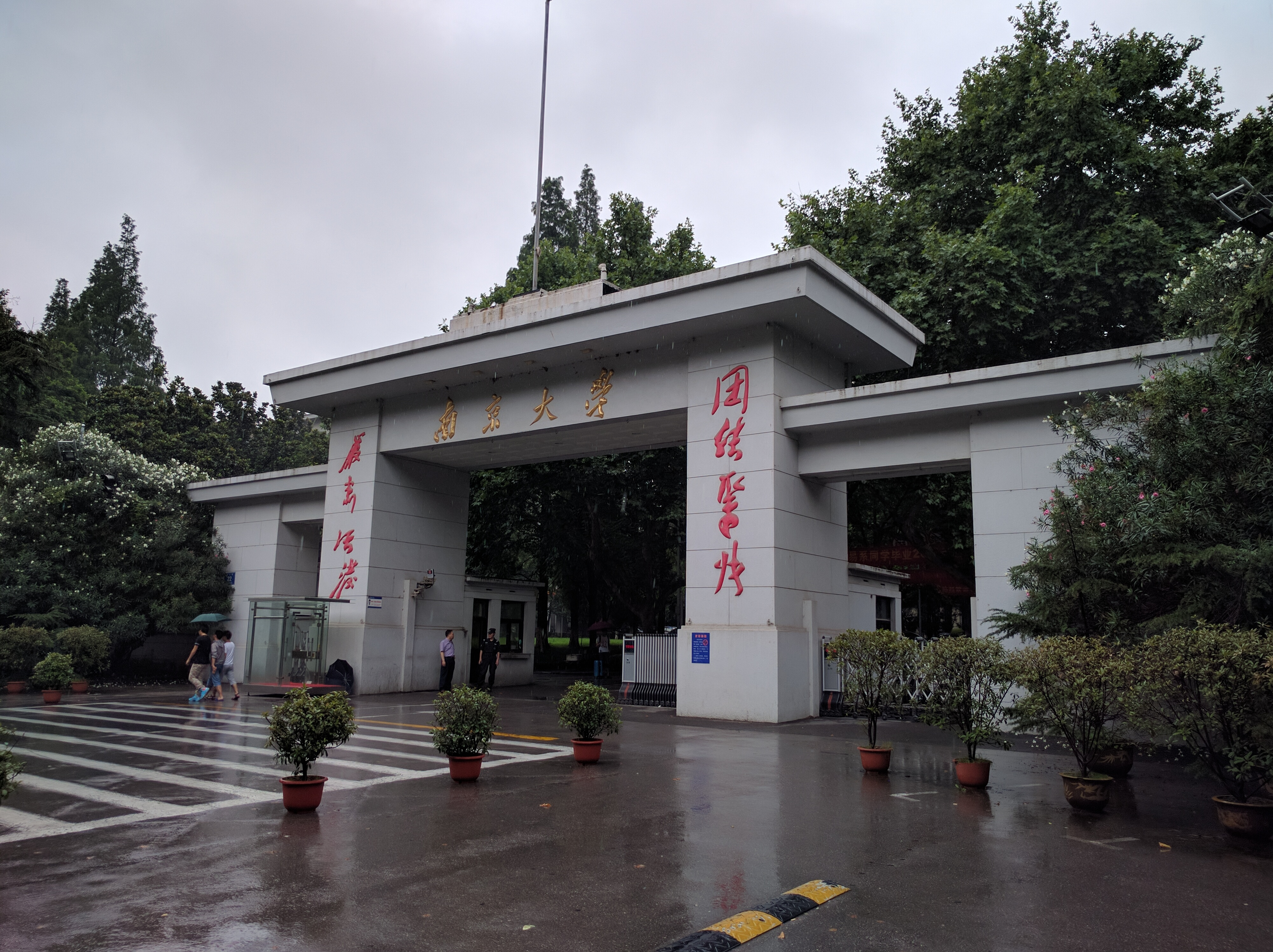
南京大学南大门

1956年12月，潘菽率心理係師生遷到北京組建中國科學院心理研究所，次年郭影秋接任校長，1963年匡亞明任校長。1966年文革爆發，南京大学教学工作受到破坏，本科生停止招生6年，研究生停止招生12年。當時南京大學被稱為曾是「國民黨反動派的高等學府」、「國民黨的文化中心」。1976年，在校師生率先發起旨在反對和結束「文化大革命」的被當局稱為「南京事件」的南京反文革運動；1978年5月，哲學系青年教师胡福明發表《實踐是檢驗真理的唯一標準》，引發全國范围的真理標準問題大討論。
1978年5月，匡亞明復任校長，1984年8月，曲欽岳任校長。1978年以來，重建、新建多個系科，逐步恢復為融人文藝術、社會科學、自然科學與工程技術為一體的綜合大學。
校区建设方面，浦口校区于1993年投入使用，2009年南京大学整体搬出浦口校区并移交给金陵学院，同时仙林校区建成开学。仙林校区按规划将和鼓楼校区协作分工，成为南京大学主校区。